# Windkraft in Rheinland-Pfalz

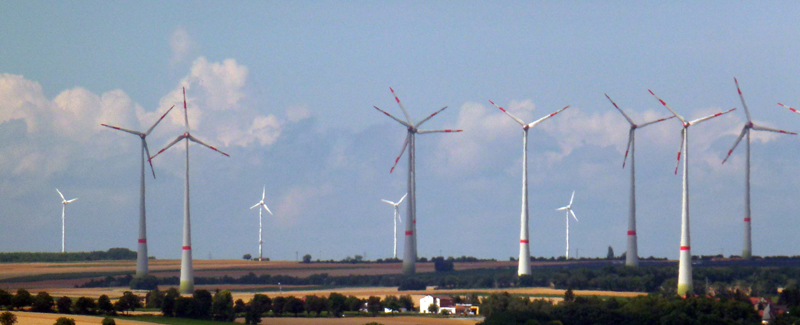
Windkraftanlagen des Energieparks Wörrstadt

Der Ausbau der Windkraft in Rheinland-Pfalz bildet ein zentrales Vorhaben der rheinland-pfälzischen Landesregierung. Er soll im Rahmen der Energiewende einen wesentlichen Beitrag leisten, bis zum Jahre 2030 sämtlichen in Rheinland-Pfalz verbrauchten Strom durch erneuerbare Energiequellen zu produzieren. Um die Energieerzeugung durch Windkraft zu beschleunigen, wurde deshalb im Jahre 2013 eine Änderung bestehender planungsrechtlicher Regelungen vorgenommen.
Diese Teilfortschreibung des Landesentwicklungsprogramms IV (LEP IV) führte bei Naturschutzverbänden, Gebietskörperschaften, Vereinen, Initiativen usw. zu unterschiedlichen, vorwiegend kritischen Stellungnahmen, in denen darauf hingewiesen wurde, dass beim Ausbau der Windenergie Natur-, Kultur- und Landschaftsschutz zu wenig berücksichtigt würden. In der Folge artikulierte sich diese Kritik auch in verschiedenen Protestaktionen von Verbänden und Bürgerinitiativen.

## Windkraft in Rheinland-Pfalz

### Zielvorgaben der rot-grünen Landesregierung

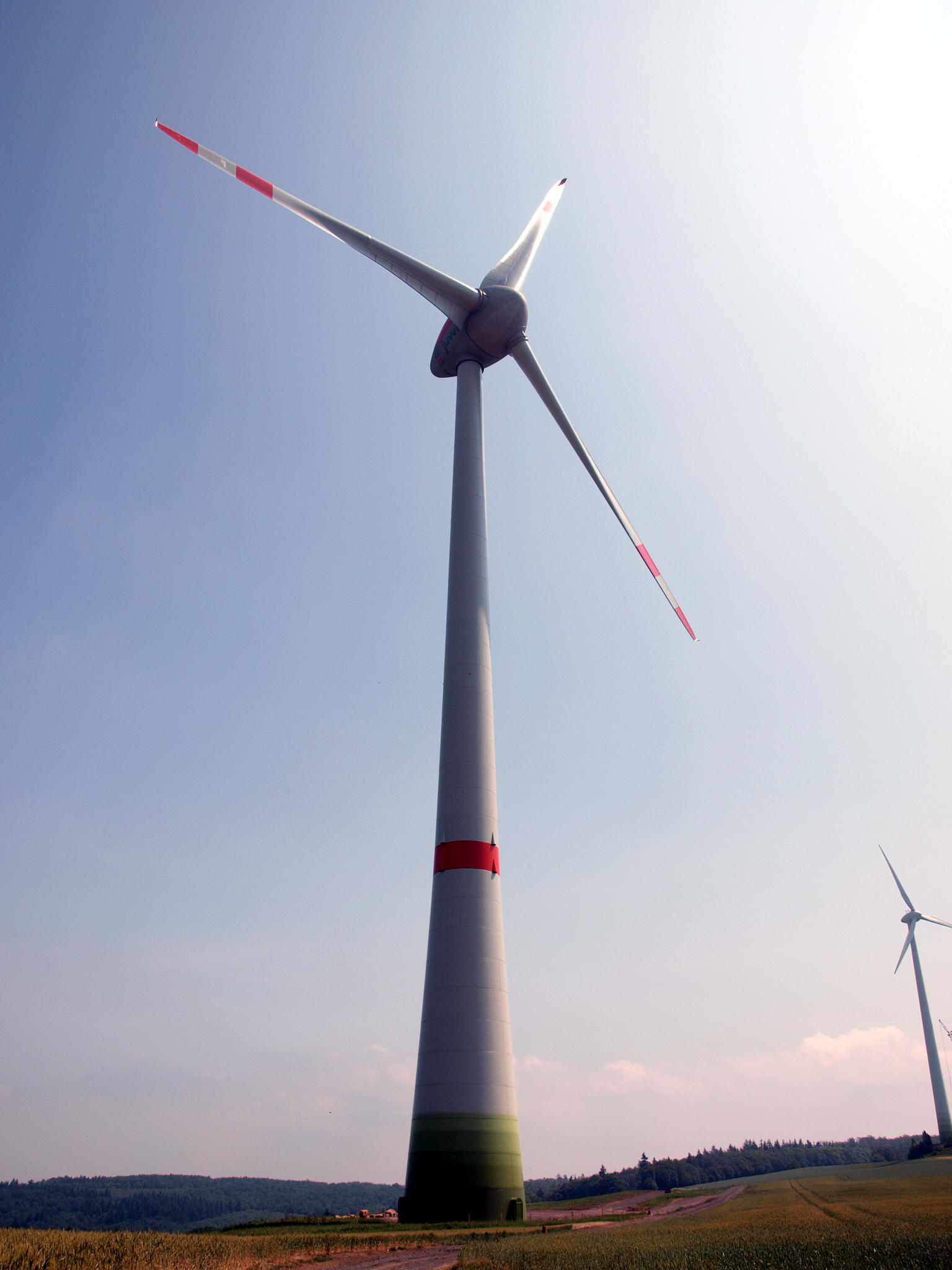
Windkraftanlage Enercon E-126: Gesamthöhe 198 m; Rotordurchmesser 126 m; Nabenhöhe 135 m; Leistung 6000 kW

Die seit dem Jahre 2011 von einer Koalition aus SPD und Bündnis 90/Die Grünen getragene rheinland-pfälzische Landesregierung hat sich im Rahmen der Energiewende zum Ziel gesetzt, bis zum Jahre 2030 den gesamten im Bundesland Rheinland-Pfalz verbrauchten Strom durch regenerative Energiequellen zu erzeugen. Dabei wird neben anderen erneuerbaren Energieträgern vor allem der Windenergie eine wichtige Rolle zugewiesen, wobei sich ihr Beitrag schon bis zum Jahre 2020 verfünffachen sollte. Ende 2011 lag die Stromerzeugung des Landes bei 16,4 TWh, wobei die Erneuerbaren Energien mit 4,8 TWh rund 29 % des Stroms lieferten. Die Windenergie produzierte mit 2,2 TWh knapp die Hälfte des Ökostromes bzw. gut 13 % der rheinland-pfälzischen Stromerzeugung.
Es ist vorgesehen, die 1243 Windkraftanlagen mit 1923 Megawatt (MW) Leistung, die bis Ende 2012 in Betrieb waren, auf etwa 2650 Anlagen mit 7500 MW Nennleistung aufzustocken. Um dieses Ziel zu erreichen, soll zukünftig neben der Errichtung leistungsfähigerer Anlagen (Repowering) vor allem mehr Fläche für Windkraftanlagen ausgewiesen werden. Grundsätzlich stehen dazu nach Angaben der Landesregierung potenziell rund 6 Prozent der Landesfläche zur Verfügung. Dabei wurde als „landesplanerischer Grundsatz“ festgelegt, dass mindestens 2 Prozent Fläche zu nutzen sind, wobei auch Wälder mit ebenfalls 2 Prozent ihrer Fläche miteinbezogen werden. Hierzu erfuhr das aus dem Jahre 2008 stammende Landesentwicklungsprogramm IV (LEP IV) im Kapitel 5.2.1. „Erneuerbare Energien“ mehrere Änderungen. Diese „Teilfortschreibung“ des LEP IV und die entsprechende Landesverordnung wurden vom Ministerrat am 16. April 2013 beschlossen; sie ist am Tag nach ihrer Verkündung im Gesetz- und Verordnungsblatt des Landes Rheinland-Pfalz am 11. Mai 2013 in Kraft getreten.

### Windbedingungen
Im Juli 2013 wurde von der Landesregierung ein vom TÜV SÜD angefertigter „Windatlas“ herausgegeben, in dem neben den grundsätzlichen Rahmenbedingungen der Windenergienutzung u. a. Informationen zu den im Land herrschenden Windbedingungen enthalten sind. Methodisch basiert dieser Atlas auf einem 3-dimensionalen Rastermodell, mit welchem die Windgeschwindigkeiten in den einzelnen Regionen hochgerechnet wurden. Sofern vorhanden, flossen ebenfalls Betriebsergebnisse von bestehenden Windkraftanlagen ein. Zu beachten ist, dass es sich trotz der verwendeten hochauflösenden Daten bei den Ergebnissen um Hochrechnungen handelt, die vor allem der Festlegung von Potential- und Vorrangflächen dienen soll. Da kleinräumige Einflüsse, insbesondere in komplexem Gelände, jedoch nicht ausreichend erfasst werden können, ist der Windatlas nicht in der Lage, eine sichere Aussage über die vor Ort vorhandene Windgeschwindigkeit zu machen und ist damit für die Beurteilung der Wirtschaftlichkeit einzelner Projekte ungeeignet. Eine wesentliche Einschränkung für den Teilraum Pfälzerwald ergibt sich daraus, dass weder Eingangs- noch Validierungsdaten zur Verfügung standen. Konkrete Daten über Windgeschwindigkeiten einzelner Standorte sind ausschließlich über auf realen Windmessungen basierende Windgutachten zu erlangen, wobei neben der durchschnittlichen Windgeschwindigkeit auch die Häufigkeitsverteilung der Windgeschwindigkeit, die Leistungskennlinie sowie weitere anlagenspezifische Charakteristika (Starkwind- oder Schwachwindanlage, Nabenhöhe, Investitionskosten), standortspezifische Besonderheiten u. v. m. berücksichtigt werden müssen. Da die Windgeschwindigkeit mit zunehmender Höhe ansteigt, ist die Windgeschwindigkeit auf Nabenhöhe entscheidend, bei modernen Binnenlandanlagen in aller Regel circa 140 m.
Für den Windatlas wurde Rheinland-Pfalz in 7 Einzelregionen eingeteilt, für die unterschiedliche (Grob)-Aussagen gemacht werden. Grundsätzlich gilt, dass Höhenlagen deutlich bessere Windbedingungen ausweisen als Tallagen, während die effektive Windgeschwindigkeit in Waldstandorten um etwa 0,2–0,3 m/s niedriger liegt als in vergleichbaren Freilandlagen. Sofern nicht anders dargestellt, beziehen die Windgeschwindigkeiten sich auf eine Nabenhöhe von 140 m. Zu beachten ist, dass es sich hier um Jahresdurchschnitte handelt. Der Energiegehalt des Windes steigt kubisch an, d. h. bei verdoppelter Windgeschwindigkeit verachtfacht sich der Energiegehalt.
Westerwald:
In den Flusstälern geringe Windgeschwindigkeiten im Bereich 5 m/s, in höheren Lagen auf 140 m großflächig über 5,8 m/s mit bis zu 6,9 m/s im Raum Bad Marienberg
Eifel:
Durch die exponierte Mittelgebirgslage hohes Windpotential mit über 7 m/s im Bereich des Gebirgszugs Schneifel, nach Osten hin abfallen, auf exponierten Lagen aber auch dort über bis 7 m/s. In der Westeifel großflächig über 6 m/s, in der Osteifel über 5,8 m/s
Trier und Moseltal:
In den Tälern Windgeschwindigkeiten ab 5 m/s, in den Hochlagen bis 7 m/s
Hunsrück:
Mit Ausnahme der Tallagen großflächig Windgeschwindigkeiten über 6 m/s, entlang des Hauptkammes bereits auf 100 Metern Nabenhöhe Windgeschwindigkeiten über 7 m/s (für 140 Meter wurden in der verbalen Beschreibung keine Angaben gemacht, im Kartenteil sind Windgeschwindigkeiten von deutlich über 7 m/s erkennbar)
Pfalz/Nahe:
Sehr heterogenes Bild, in Hochlagen im Donnersbergkreis bis etwa 7,5 m/s auf 140 Meter, in exponierten Lagen bis 7,9 m/s; in den Tälern deutlich geringere Geschwindigkeiten; im westlichen Bereich des Saar-Nahe-Berglandes Geschwindigkeiten bis 7 m/s in exponierten Lagen, in der Ebene westlich von Kaiserslautern Windgeschwindigkeiten von 5,4 m/s bis knapp über 6 m/s; in der Südwestpfalz auf Bergkuppen bis 6,5 m/s, in Tallagen unter 5 m/s
Pfälzerwald:
In Kuppenlagen bis 7 m/s, in Hanglagen und Tälern unter 5 m/s (Ansonsten werden in der verbalen Beschreibung keine Angaben gemacht; der Kartenteil zeigt, dass nur für die höchsten Kuppenlagen (> 600 m ü. NHN) vor allem der Haardt bis 7 m/s errechnet werden; die extrapolierten Werte für Lagen zwischen 500 und 600 m ü. NHN liegen bei etwa 6,0 bis 6,6 m/s, für mittlere und niedrige Berglagen von ca. 300 bis 500 m ü. NHN großflächig bei etwa 5 bis 6 m/s.)
Rheinhessen und Rhein-Neckar:
Im Leeschatten des Pfälzerwaldes ab 5,2 m/s bis 6 m/s (nach Osten ansteigend), mit zunehmender Höhenlage im nördlichen Oberrheintiefland ansteigende Windgeschwindigkeit und dort großflächig über 6 m/s; im Mittelrheingebiet ebenfalls durch Leelage reduzierte Windgeschwindigkeit, auf Erhebungen bis 6,7 m/s.

### Wirtschaftlichkeit
Da die Wirtschaftlichkeit der Windenergienutzung von vielen Faktoren abhängig ist, können die Kriterien nur angerissen werden. Grundsätzlich geht man davon aus, dass ab ca. 5,5 bis 5,75 m/s durchschnittlicher Windgeschwindigkeit auf Nabenhöhe ein rentabler Betrieb von Windkraftanlagen möglich ist. Als „windstark“ sind im LEP IV Standorte ausgewiesen, die eine Windgeschwindigkeit von über 5,8 bis 6,0 m/s in 100 Meter über dem Grund aufweisen. Hierbei muss jedoch berücksichtigt werden, dass neben den Windbedingungen auch die Nabenhöhe der verwendeten Windkraftanlage sowie insbesondere die Anlagenkonfiguration wichtige Faktoren sind, während die Windgeschwindigkeit alleine meistens kein hinreichendes Kriterium für eine gegebene oder nicht gegebene Wirtschaftlichkeit ist. Grundsätzlich wird zwischen Windkraftanlagen für bessere Windbedingungen und Schwachwindanlagen unterschieden, wobei die Anlagen für bessere Standorte noch einmal in Starkwindanlagen (beispielsweise die Enercon E-126) sowie Mittelwindanlagen unterschieden werden. Von einzelnen besonders windstarken Standorten wie dem Windpark Ellern oder Windpark Schneebergerhof einmal abgesehen, kommen in Rheinland-Pfalz vor allem Mittel- und Schwachwindanlagen diverser Typen zum Einsatz.
Während in der Vergangenheit Windkraftanlagen vor allem für stärkere Windbedingungen gebaut wurden und diese in Schwachwindregionen dementsprechend deutlich geringere Erträge erwirtschafteten, werden erst seit Ende der 2000er Jahre spezielle Schwachwindanlagen gefertigt, die ausschließlich auf windarme Binnenlandstandorte ausgelegt sind. Grundcharakteristika dieser Anlagen sind Nabenhöhen im Bereich von 140 m sowie deutlich vergrößerte Rotoren bei gleicher Nennleistung. Wenn auch die Stromgestehungskosten guter Standorte nicht ganz erreicht werden, lassen sich damit auch auf vergleichsweise schwachen Standorten hohe Stromerträge erzielen bzw. eine vergleichbar hohe Auslastung erzielen. Weitere die Wirtschaftlichkeit beeinflussende Faktoren sind die Topographie bzw. die Standortbedingungen, der Netzanschluss, die Transportkosten der Anlage usw., auf die hier aber nicht weiter eingegangen werden kann, da sie je nach Standort variieren.

## Landesentwicklungsprogramm IV (LEP IV): Teilfortschreibung

### Allgemeine Festlegungen
Raumordnung und -entwicklung erfolgen in Rheinland-Pfalz auf drei Ebenen: Auf Landesebene werden verbindliche Ziele und Grundsätze der Raumordnung festgelegt, zentrales Instrument ist dabei das Landesentwicklungsprogramm (LEP), das vom Ministerium für Wirtschaft, Klimaschutz, Energie und Landesplanung erarbeitet wird. Eine Umsetzung und Konkretisierung dieser Vorgaben erfolgt dann auf regionaler Ebene in „Regionalen Raumordnungsplänen“ (ROP). Zuständig sind hier die regionalen Planungsgemeinschaften, für den Bereich „Pfalz“ die „Planungsgemeinschaft Westpfalz“ und der länderübergreifende „Verband Region Rhein Neckar“. Dieser vom Land und den Planungsgemeinschaften vorgegebene Ordnungs- und Gestaltungsrahmen mündet schließlich auf kommunaler Ebene in die Regelungen der örtlichen Gesamtplanung bzw. der Bauleitplanung, wobei in Flächennutzungsplänen die Art der Bodennutzung und in Bebauungsplänen Gestaltungsprinzipien zur baulichen Ordnung festgelegt werden.

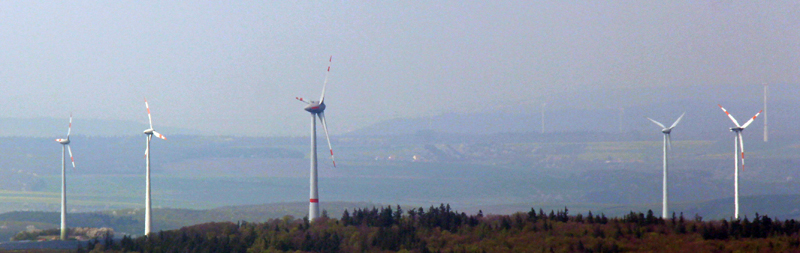
Konzentrationsflächen für Windenergienutzung: Windpark Schneebergerhof vom Donnersberg aus gesehen

Die am 11. Mai 2013 in Kraft getretene Teilfortschreibung des derzeit gültigen LEP IV legt für Regional- und Bauleitplanung verbindliche Rahmenbedingungen fest, um die Windenergienutzung in Rheinland-Pfalz geordnet auszubauen. Zusammenfassend enthält sie folgende Regelungen:

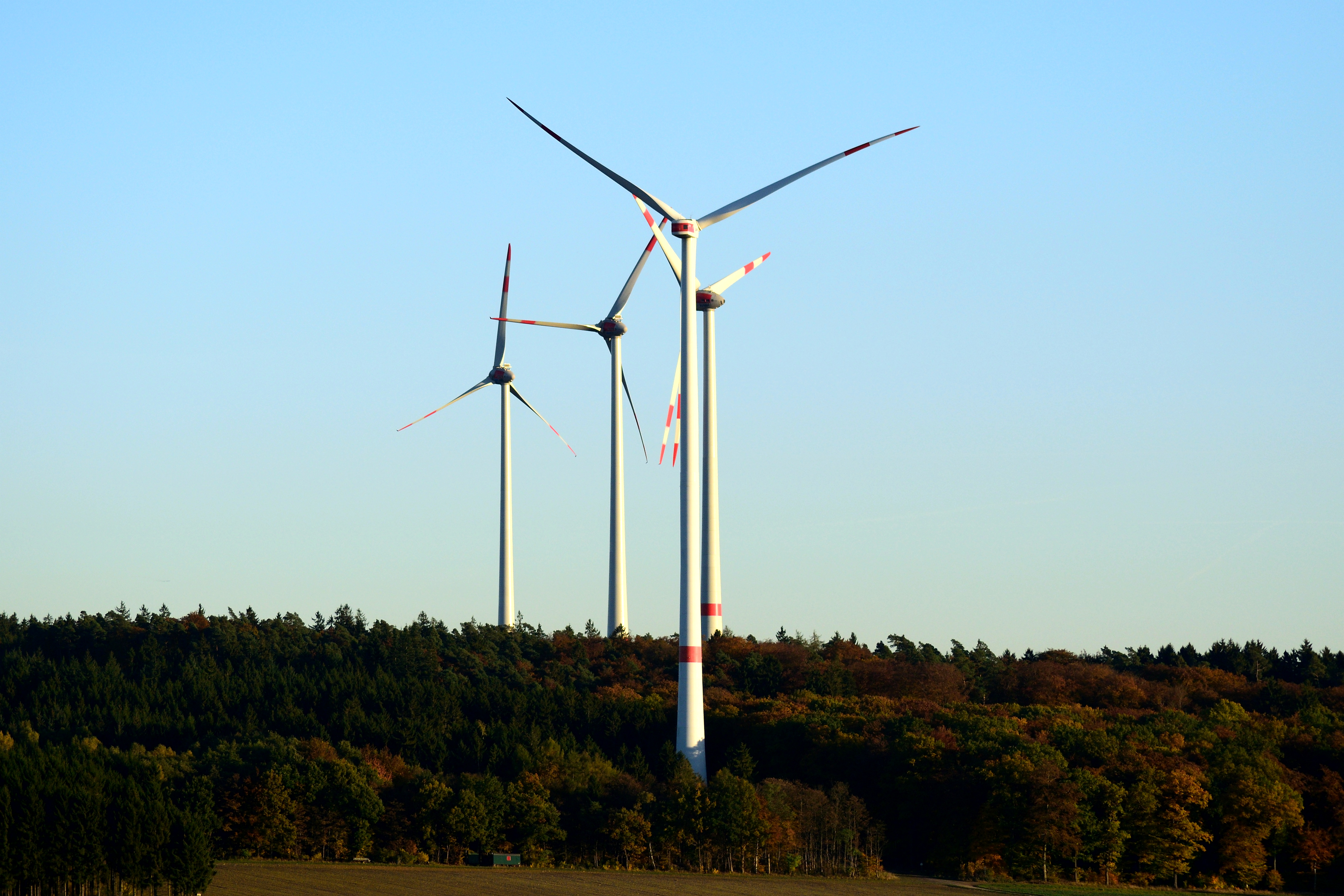
Windkraftanlagen im Waldgebiet des Hunsrücks, unmittelbar an der stark frequentierten Bundesstraße 327 (Hunsrückhöhenstraße)

* Aufforderung der Kommunen, geeignete Klimaschutzkonzepte zu erstellen.
- Nutzung von zwei Prozent Landes- wie auch mindestens zwei Prozent Waldfläche für Windenergie (siehe Abschnitt Windkraft in Rheinland-Pfalz: Zielvorgaben der Landesregierung)
- Festlegung verbindlicher Kriterien durch die Landesregierung, um Ausschlussgebiete für Windkraftnutzung festzulegen (siehe Abschnitt Regelungen für Ausschlussgebiete und weitere Schutzgebiete).
- Ausweisung von Vorranggebieten für die Nutzung von Windkraft in den ROP´s durch die jeweiligen regionalen Planungsgemeinschaften. Entscheidendes Auswahlkriterium ist dabei die Windstärke („Windhöffigkeit“) des betreffenden Gebietes, wobei erst Jahreswindgeschwindigkeiten von 5,8 bis 6,0 m/s in 100 Meter über dem Grund in der Regel nach Auffassung der Landesregierung einen wirtschaftlichen Betrieb der Anlage gewährleisten können.
- Festlegung von Konzentrationsflächen für Windenergienutzung auf allen übrigen Flächen. Damit stehen der Bauleitplanung auf kommunaler Ebene wesentlich größere Räume als bisher zur Verfügung; für die einzelnen Gemeinden ergeben sich somit erheblich größere Gestaltungsmöglichkeiten, so dass eine Änderung der jeweiligen Flächennutzungspläne erforderlich ist.
- Bündelung der Netzinfrastruktur durch Ausweisung von Vorranggebieten und Konzentrationsflächen. Einzelanlagen dürfen nur genehmigt werden, wenn „weitere Anlagen in räumlicher Nähe möglich sind.“

In einem gemeinsamen Rundschreiben („Rundschreiben Windenergie“ vom 28. Mai 2013) von 4 Ministerien wurden konkrete Hinweise für „die Beurteilung der Zulässigkeit der Errichtung von Windenergieanlagen in Rheinland-Pfalz“ festgelegt. Damit erhalten regionale und kommunale Planungsträger nach Auffassung der Landesregierung nun systematische und vergleichbare Kriterien bei der Standortplanung von Windkraftanlagen. Dazu soll auch der vom TÜV SÜD erarbeitete und am 17. Juli 2013 veröffentlichte Windatlas Rheinland-Pfalz beitragen, mit dessen Hilfe windschwache und windstarke Gebiete in Rheinland-Pfalz identifiziert werden können (genauer siehe Abschnitt Windbedingungen). Diese Informationen bilden eine wichtige Entscheidungsgrundlage bei der Festlegung von Regionen, in denen Windkraftwerke wirtschaftlich betrieben werden können.

### Regelungen für Ausschlussgebiete und weitere Schutzgebiete

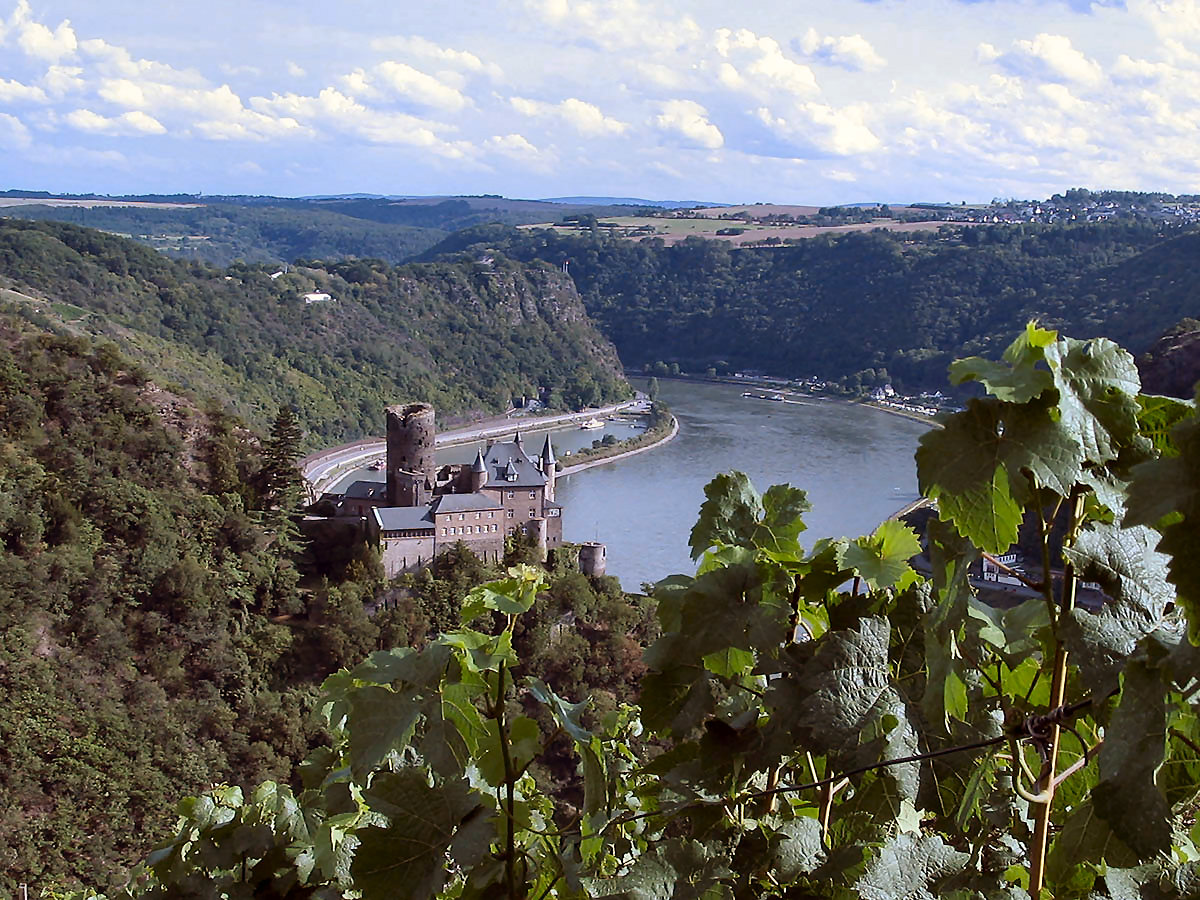
Kernzone Oberes Mittelrheintal: Blick auf Burg Katz, im Hintergrund die Loreley

Die Landesregierung hat in ihrer Teilfortschreibung des LEP IV folgende Kriterien zusammengestellt, mit deren Hilfe Ausschlussgebiete für die Windenergienutzung in Rheinland-Pfalz festgelegt werden können:
* bestehende und geplante Naturschutzgebiete
- Kern- und Pflegezonen des Biosphärenreservats Naturpark Pfälzerwald (siehe Abschnitt Regelungen für den deutschen Teil des Biosphärenreservates „Pfälzerwald-Vosges du Nord“) Windräder sind auch in den Entwicklungszonen ausgeschlossen, im gesamten Gebiet laut Biosphärenreservatsverordnung:[19]
- Nationalparks
- Kernzonen der UNESCO-Welterbegebiete Oberes Mittelrheintal und Obergermanisch-Raetischer Limes

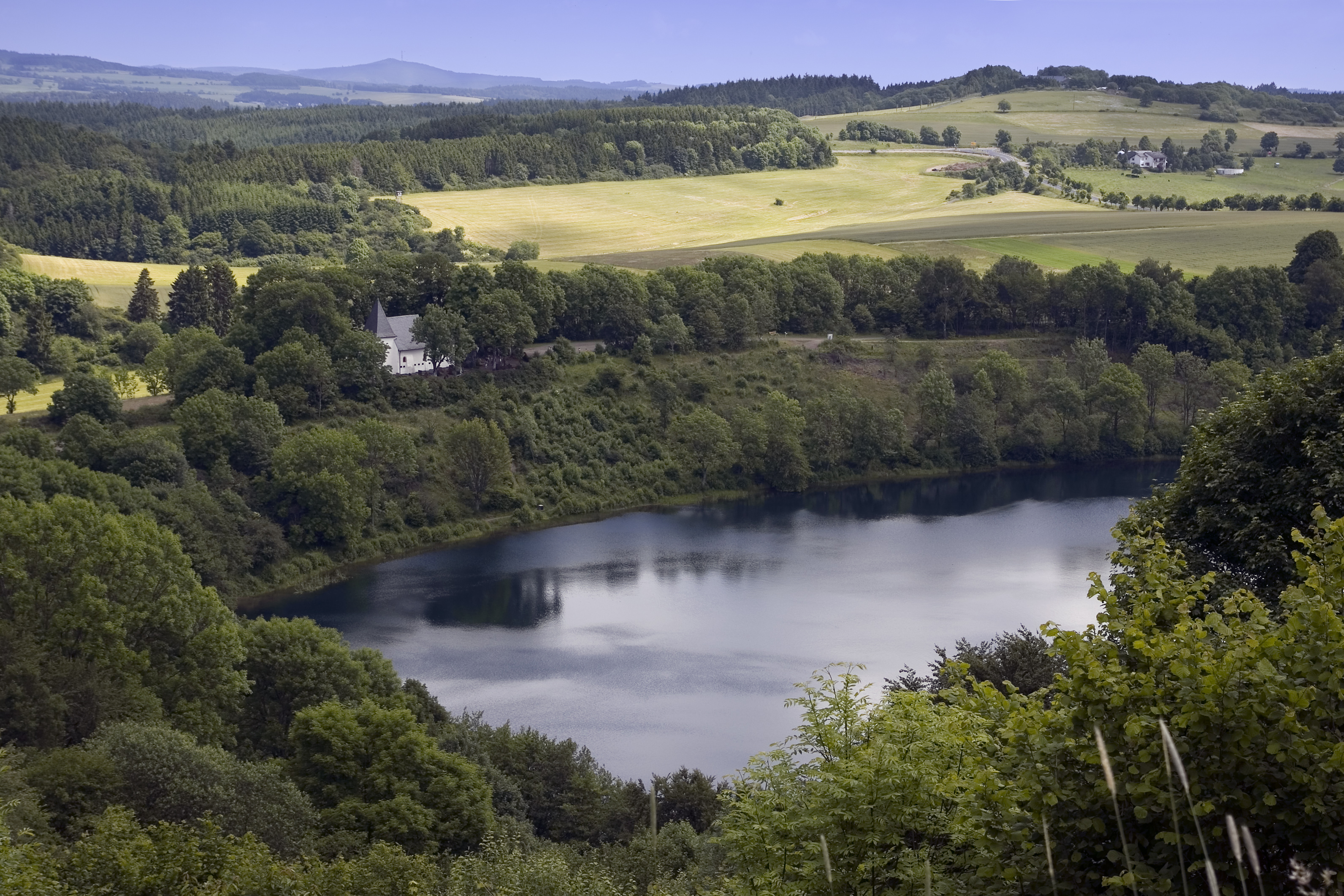
Weinfelder oder Totenmaar in der Vulkaneifel

- Weinfelder oder Totenmaar in der Vulkaneifellandesweit bedeutsame historische Kulturlandschaften (Flächen, die bereits im geltenden LEP IV genannt sind, wie z. B. Moseltal, Lahntal, Vulkaneifel rund um die Maare etc.) und der Haardtrand (Hangkante des Pfälzerwaldes) mit einem Korridor von maximal sechs Kilometern nach Westen. Diese Gebiete sollen von den jeweils zuständigen Planungsgemeinschaften räumlich konkretisiert werden.
- abgegrenzte bzw. rechtskräftig festgesetzte Wasserschutzgebiete und Heilquellenschutzgebiete

Weitere Schutzgebietsarten sind als Grundlage zur Festlegung von Ausschlussgebieten nicht vorgesehen. Dies bedeutet eine erhebliche Einschränkung regionalplanerischer Steuerungsmöglichkeiten, da die Planungsgemeinschaften bisher in eigener Entscheidung zusätzliche Ausschlussgebiete unter Abwägung verschiedenartiger Interessen und gesetzlicher Vorgaben festlegen konnten.
 Auch Schutzgebietsarten wie Natura 2000 Gebiete (FFH-Gebiete und Vogelschutzgebiete) stehen einer Ausweisung von Windenergiestandorten nur dann entgegen, wenn „die Windenergienutzung zu einer erheblichen Beeinträchtigung des jeweiligen Schutzzweckes führen und eine Ausnahme nicht erteilt werden kann.“ Die gleiche Regelung gilt auch für Kernzonen von Naturparken und Stillezonen des Pfälzerwaldes. Bei der Beurteilung, ob der jeweilige Schutzzweck beeinträchtigt ist, wird das Gutachten der Staatlichen Vogelschutzwarte und des Landesamtes für Umwelt zugrunde gelegt. Zur Ausweisung von Windkraftanlagen (WKA) in den Rahmenbereichen der Welterbegebiete „Oberes Mittelrheintal“ und „Obergermanisch-Raetischer Limes“ ist in Abstimmung mit der UNESCO eine gesonderte Überprüfung erforderlich. Bei anderen Schutzgebieten erfolgt die Überprüfung auf der Grundlage fachgesetzlicher Anforderungen.

### Regelungen für den deutschen Teil des Biosphärenreservates „Pfälzerwald-Vosges du Nord“

#### Landesverordnung 2007
Der Naturpark Pfälzerwald erhielt 1992 von der UNESCO die Anerkennung als Biosphärenreservat, 1998 wurde er deutscher Teil des ersten grenzüberschreitenden Biosphärenreservates der UNESCO, nämlich des Biosphärenreservates Pfälzerwald-Vosges du Nord. Es hat eine Fläche von insgesamt 310 500 Hektar, sein deutscher Teil umfasst 179 800 Hektar.
Im Jahr 2007 erließ das Land Rheinland-Pfalz eine Rechtsverordnung, mit der die UNESCO-Leitlinien zur Gestaltung von Biosphärenreservaten (MAB-Programm) speziell für den Naturpark Pfälzerwald umgesetzt werden sollen. Hierbei wurde als einer seiner Schutzzwecke in § 4 (1) „die Erhaltung der landschaftlichen Eigenart und Schönheit des Pfälzerwaldes mit seinen ausgedehnten, unzerschnittenen, störungsarmen Räumen, Waldgebieten, Bergen, Wiesen- und Bachtälern, seinen Felsregionen, dem Wasgau, der Gebirgskette der Haardt mit dem vorgelagerten Hügelland und den Weinbergslagen, mit seiner Biotop- und Artenvielfalt und seinem naturnahen Charakter sowie seinen Bestandteilen traditioneller Kulturlandschaften“ festgelegt.

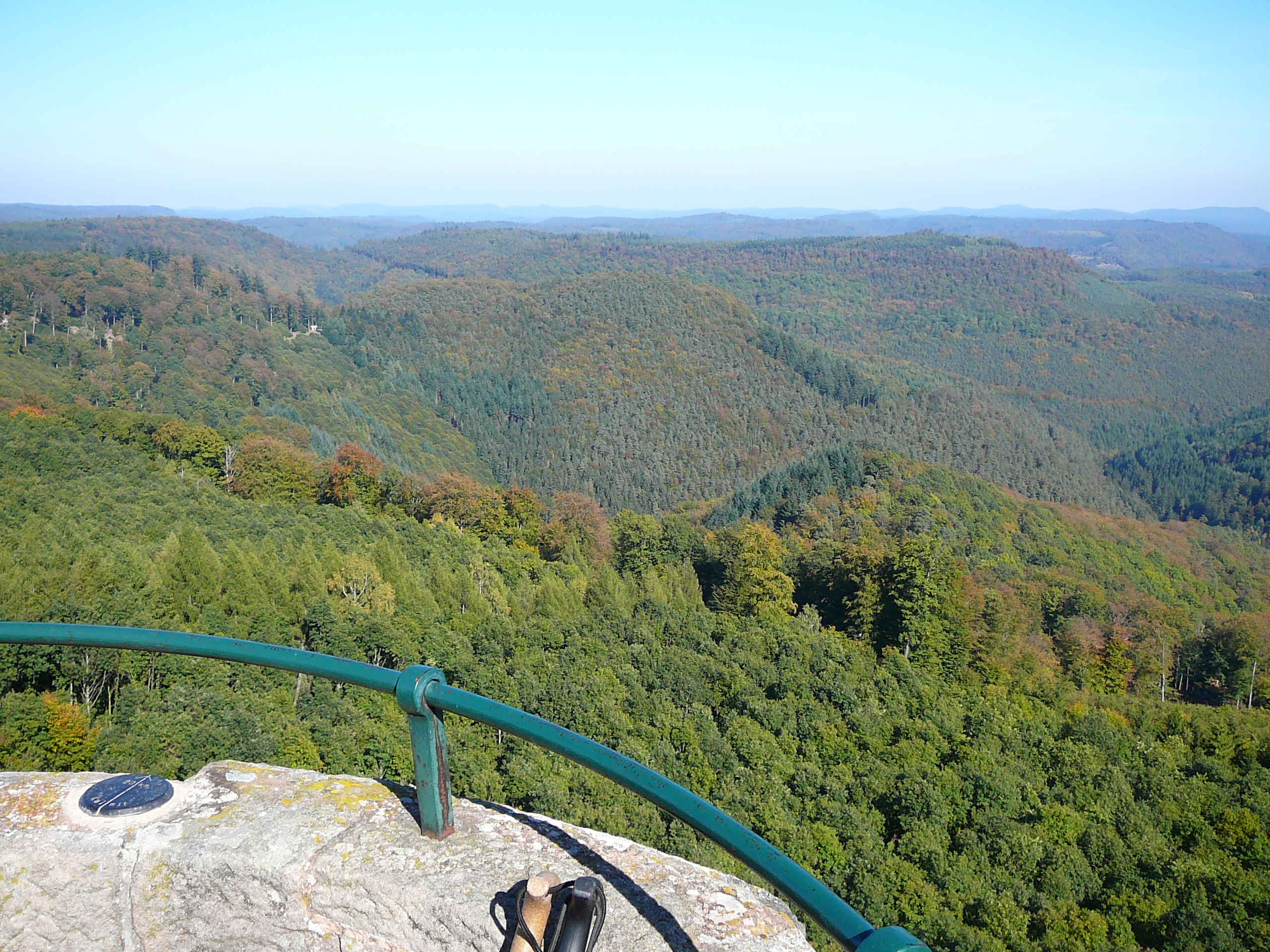
Blick vom Luitpoldturm über den Mittleren Pfälzerwald nach Nordosten

Die in § 4 genannten Schutzzwecke sind in einem Zonierungskonzept konkretisiert, das drei Zonen mit unterschiedlichen Zielen und Schutzfunktionen vorsieht:
- Kernzonen (16 Kernzonen; 2,3 % der Gesamtfläche): Dort soll ein „weitestgehend unbeeinflusster Ablauf der natürlichen Prozesse“, also ein vollständiger Schutz typischer Ökosysteme gewährleistet werden.
- Pflegezonen (Fläche: 28 % der Gesamtfläche) :In Pflegezonen stehen „naturschonende Wirtschaftsweisen“ im Vordergrund, die den Landschaftscharakter erhalten. Sie sollen die Kernzonen ergänzen und vernetzen.
- Entwicklungszonen (Fläche: 69,7 % der Gesamtfläche): Das Hauptaugenmerk liegt dabei auf der Förderung von „modellhaften Projekten zur Nachhaltigkeit“, die z. B. die Weiterentwicklung von Konzepten eines Sanften Tourismus oder die umweltschonende Herstellung regionaler Produkte einschließen können.

Die im Gesetz ebenfalls genannten Stillezonen sollen eine „Erholung in der Stille“ gewährleisten, sind aber kein Teil der UNESCO-Leitlinien für Biosphärenreservate. Das Konzept stammt vielmehr aus der alten Schutzgebietsverordnung für den Naturpark Pfälzerwald (1984) und überschneidet sich deshalb mit den drei anderen Zonen.

#### Landesentwicklungsprogramm IV 2013

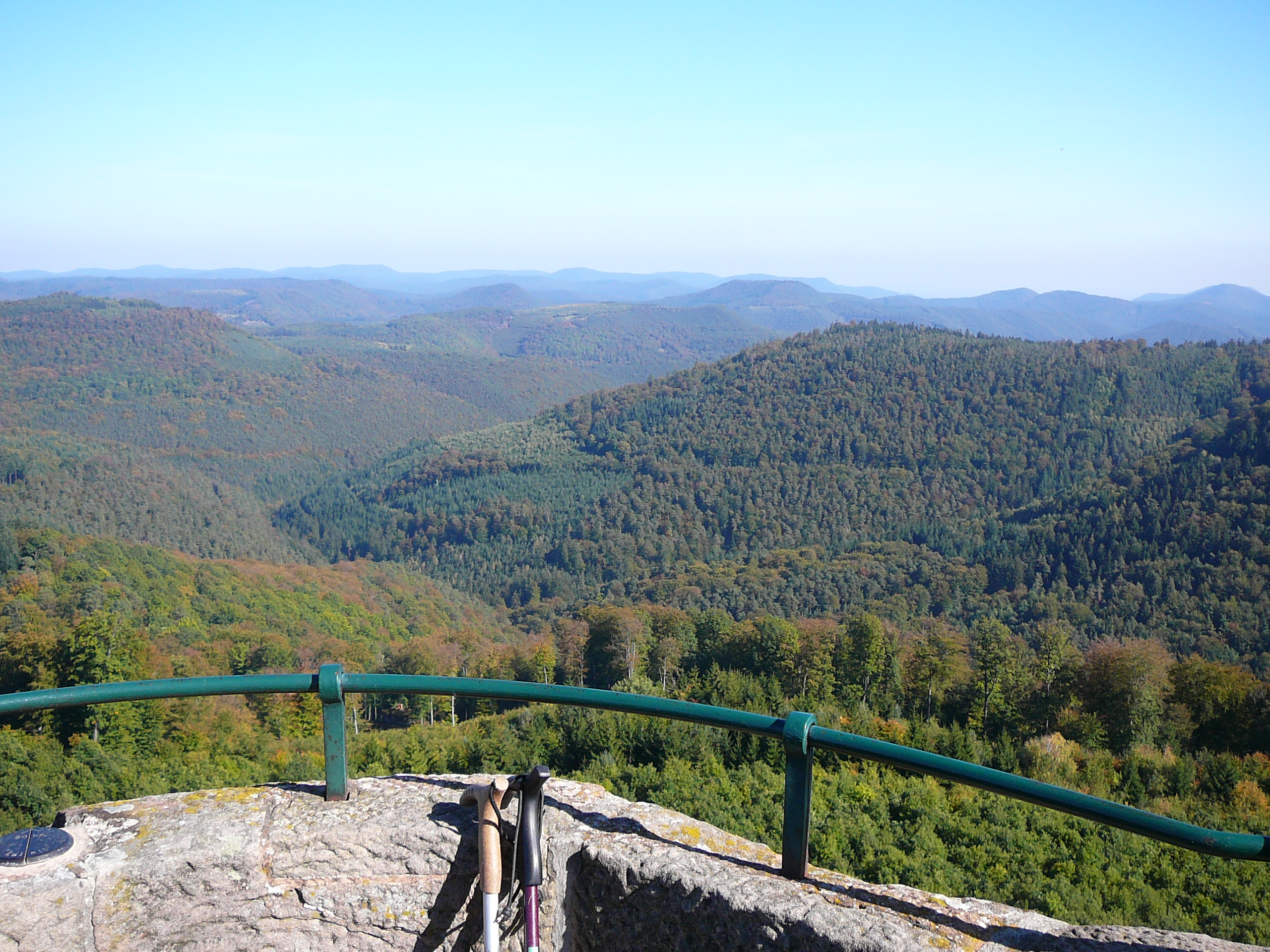
Pflege- und Entwicklungszonen zwischen Weißenberg und Taubensuhl

Laut Aussagen der Landesregierung wird der Pfälzerwald so geschützt, „wie dies nach internationalen und nationalen Konventionen vorgeschrieben ist. Insbesondere wird das Positionspapier des MAB-Nationalkomitees zur Nutzung von Windkraft und Biomasse in Biospärenreservaten beachtet.“ In diesem Positionspapier werden Kern- und Pflegezonen von Biosphärenreservaten zu Ausschlussgebieten für Windenergienutzung erklärt. In Entwicklungszonen – soweit „sie nicht durch rechtlichen Schutz von einer Windenergienutzung ausgeschlossen sind – ist die Windkraftnutzung bei Einhaltung hoher Standards möglich.“ Hierzu wurden vom MAB-Komitee 9 Kriterien formuliert, die erhebliche Anforderungen an die Errichtung von Windkraftanlagen in Biosphärenreservaten stellen. Speziell für den Pfälzerwald geht das MAB-Komitee nach aktuellem Stand (Juni 2013) jedoch noch über diese Restriktionen hinaus; die im Zehnjahresrhythmus erfolgende Evaluation von Biosphärenreservaten wurde im Mai 2013 auch wieder für das Biosphärenreservat Pfälzerwald durchgeführt. Als Ergebnis empfiehlt das nationale MAB-Komitee – ein abschließendes Gutachten wird im September 2013 erwartet – auch weiterhin sämtliche Waldgebiete des Biosphärenreservates, also auch seine Entwicklungszonen, von Windkraftnutzung freizuhalten, da ansonsten die „weitgehende Unzerschnittenheit des Waldgebietes“, das Alleinstellungsmerkmal des Biosphärenreservates Pfälzerwald-Vosges du Nord, gefährdet sei. Ausnahmen können geeignete Offenlandgebiete oder Bereiche sein, wo die Landschaft zum Beispiel im Bereich von Autobahnen (vgl. A 6) sowieso schon stark zerschnitten ist.

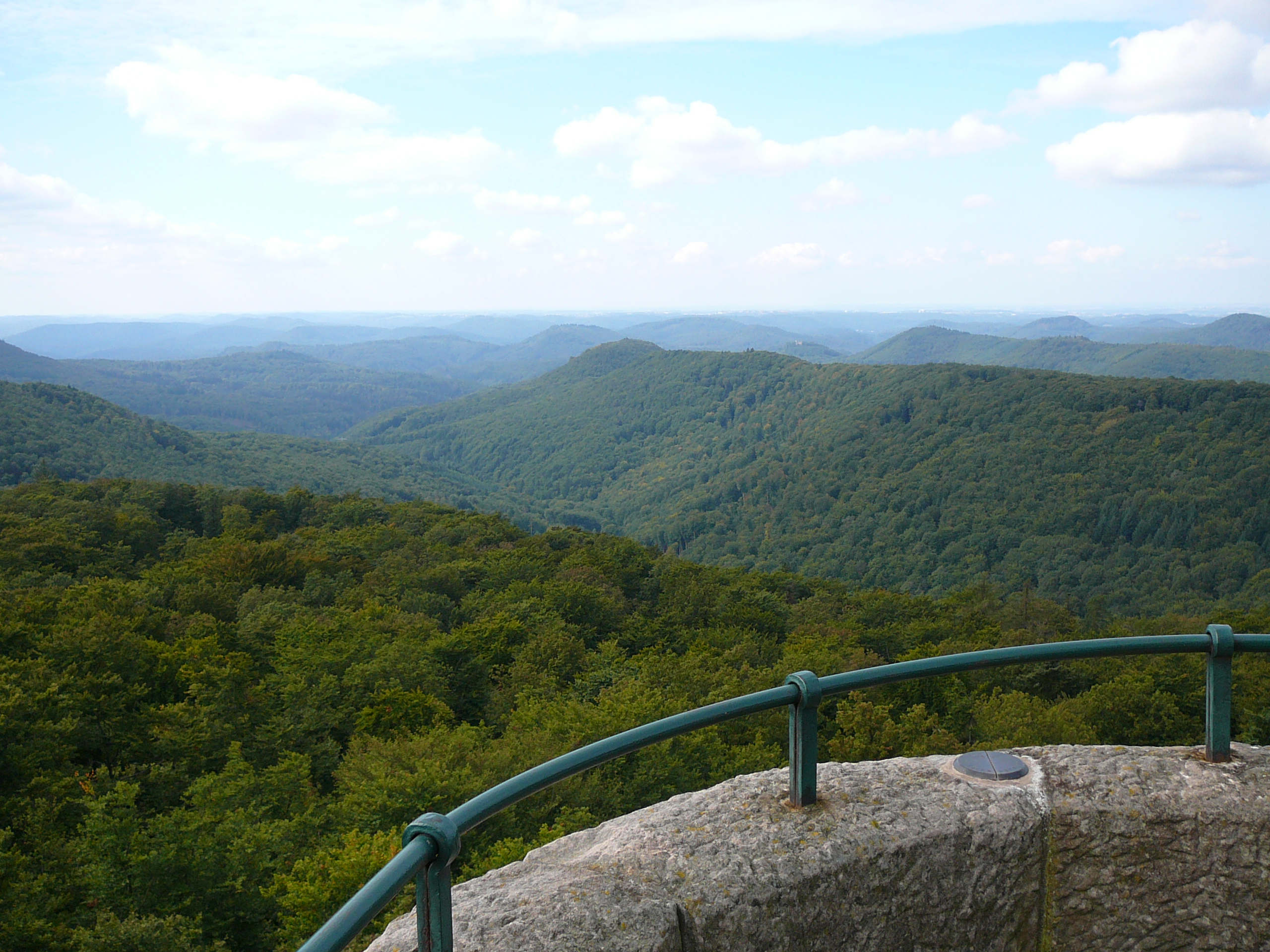
Kernzone „Quellgebiet der Wieslauter“:Blick vom Weißenberg nach Südwesten

Laut Fortschreibung des LEP IV gelten für die verschiedenen Schutzzonen des Pfälzerwaldes folgende Regelungen:
- Kern- und Pflegezonen kommen als Windenergiestandorte „nicht in Betracht“[29] Zusammengenommen machen diese Ausschlussgebiete 30,03 % der Gesamtfläche des Biosphärenreservates aus.
- Auch der Haardtrand als historischer Kulturlandschaft ist von der Windkraftnutzung ausgenommen. Dies gilt ferner für einen „Korridor von einer maximalen Tiefe von sechs Kilometern in den sich westlich an den Haardtrand anschließenden Höhenzügen des Pfälzerwaldes“.[30] Je nach räumlicher Konkretisierung umfasst dieser Streifen eine Fläche von hochgerechnet etwa 200 bis 300 km², was ungefähr 10 % bis 17 % der Gesamtfläche entspricht.

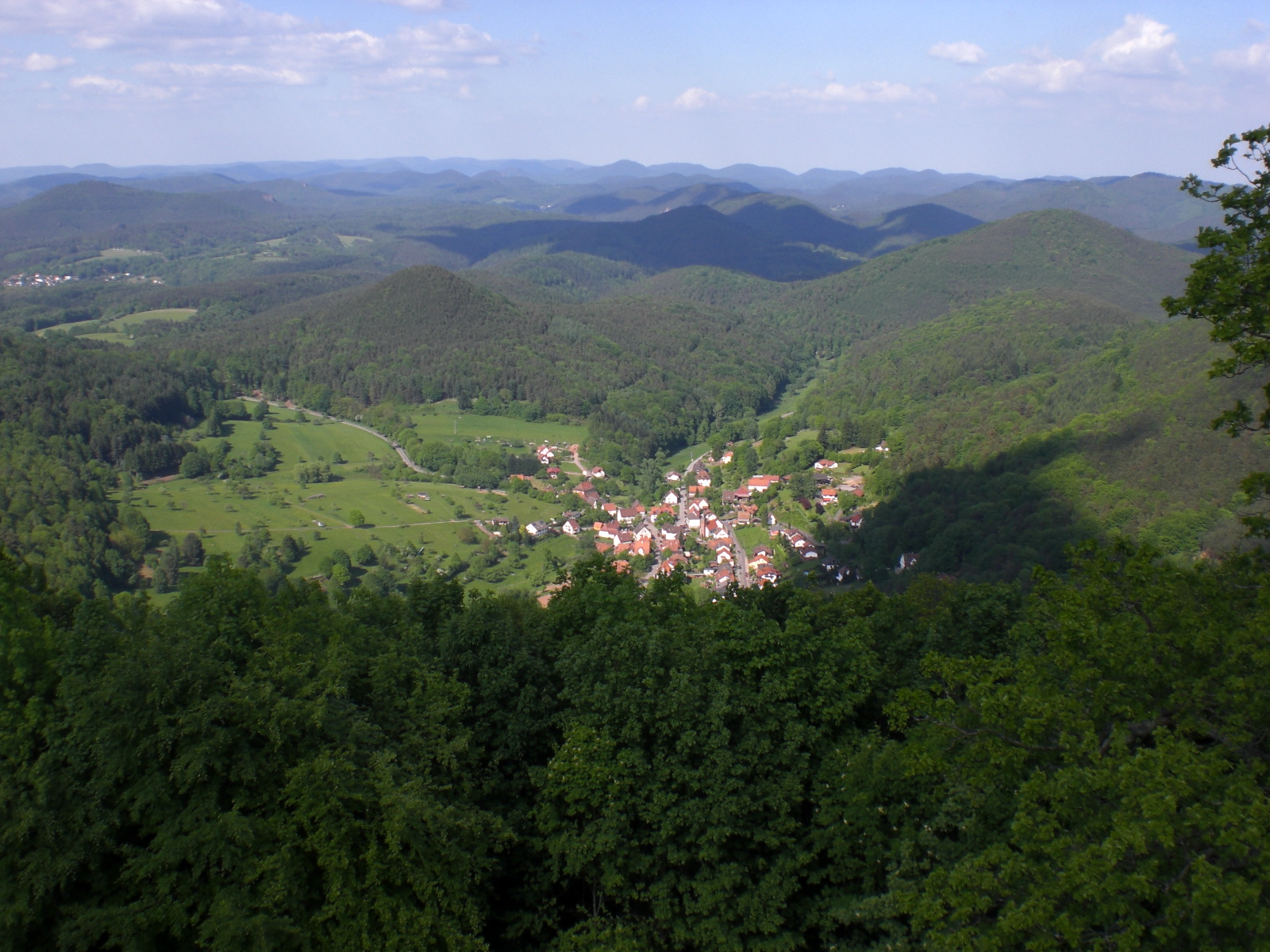
Entwicklungszonen im südlichen Pfälzerwald: Blick von der Hohenburg über den Wasgau nach Norden

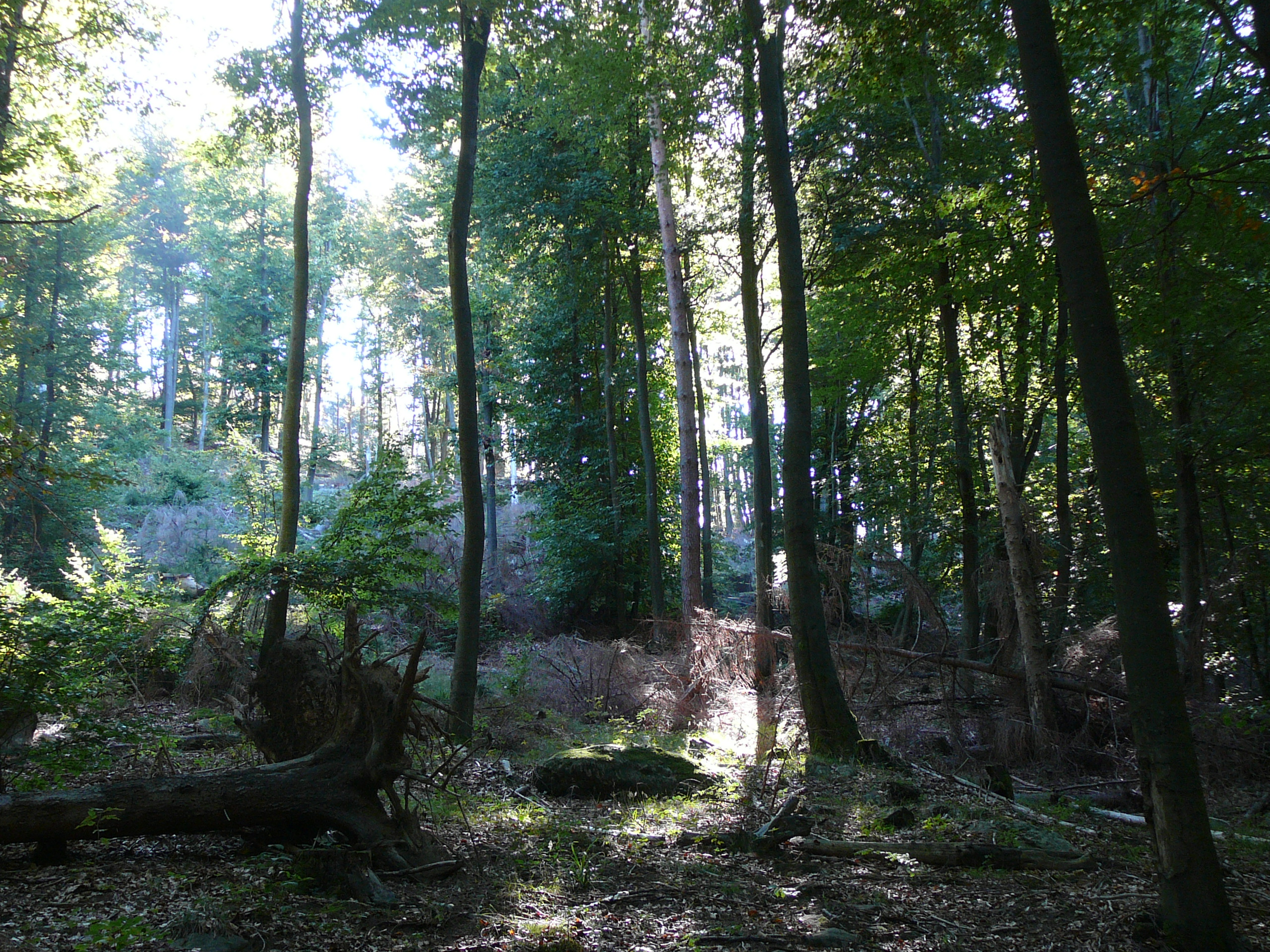
Buchen-Kiefern-Mischbestände unterhalb der Otterfelsen im Gebiet des Weißenberges mit hohem Totholzanteil, heterogener Altersstruktur und Naturverjüngung

- In den übrigen Gebieten ist der Bau von Windkraftanlagen unter bestimmten Voraussetzungen erlaubt.[31] So ist Windenergienutzung in Entwicklungszonen dann zulässig, wenn sie nicht „zu einer erheblichen Beeinträchtigung des jeweiligen Schutzzweckes führt und eine Ausnahme erteilt werden kann.“ In Stillezonen können Windkraftanlagen nur in „bestimmten, vorbelasteten Bereichen“ errichtet werden. Entwicklungs- und Stillezonen erfordern deshalb eine genauere Überprüfung, wobei neben ihrer „Windhöffigkeit“ auch Aspekte des Landschafts- und Artenschutzes berücksichtigt werden müssen. Vorbelastete Bereiche können z. B. sein: „Infrastrukturtrassen, Autobahnen, Bundesstraßen, lärmbedeutsame Landesstraßen, andere baulich relevante Anlagen, lärmbelastete Bereichen, Randbereiche, vorbelastete und nicht schützenswerte Konversionsflächen, Stromtrassen.“ Hier kann eine Genehmigung erteilt werden. Eine Befreiung kann ebenfalls erfolgen, wenn „die Flächen für die Erholung nicht geeignet sind, weil die tatsächliche Nutzungssituation dem entgegensteht“; dies gilt für „Windwurfflächen, Nadelholzbestände und hiebreife Nadelholzbestände.“.[32] Dagegen dürfen Gebiete mit „größerem, zusammenhängenden, alten Laubwaldbestand (ab 120 Jahren), besonders strukturreiche totholz- und biotopbaumreiche größere Laubwaldkomplexe …sowie Naturwaldreservate nicht in Anspruch genommen werden.“[33]

Vor Inkrafttreten des überarbeiteten LEP IV im Jahre 2013 waren 100 % der Gesamtfläche des Biosphärenreservates Ausschlussgebiet für Windkraftanlagen. Dagegen führt die neue Rechtslage zu einer erheblichen Reduktion der Ausschlussflächen auf etwa 40 % der Gesamtfläche, da diejenigen Gebiete, die für Windkraftnutzung prinzipiell offenstehen, nun eine Fläche von rund 60 % der Gesamtfläche des Biosphärenreservats einnehmen.

## Auseinandersetzungen und Kritik

### Erster Entwurf
Um die Rahmenbedingungen zur Windkraftnutzung zu verbessern, legte gegen Ende 2011 das Ministerium für Wirtschaft, Klimaschutz, Energie und Landesplanung einen ersten Entwurf zur Teilfortschreibung des LEP IV vor, der am 24. Januar vom Ministerrat „grundsätzlich gebilligt“ und zur Anhörung freigegeben wurde. Dieser Entwurf fand bei den Naturschutzverbänden Zustimmung. Diese äußerten, sie begrüßten die Ausbaupläne bezüglich der Nutzung von Windenergie und erklärten, dass dies „ein zentraler Bestandteil der Energiewende [sei], den es nicht zum ökologischen Nulltarif“ gebe. Jedoch forderten sie, dass Naturschutz und Windenergienutzung im Einklang erfolgen müsse. Der Ausbau der Windkraft in Rheinland-Pfalz dürfe nicht planlos erfolgen, nicht die Errungenschaften von Natur- und Landschaftsschutz in Frage stellen und die gesetzlichen Grundlagen „aushebeln“.

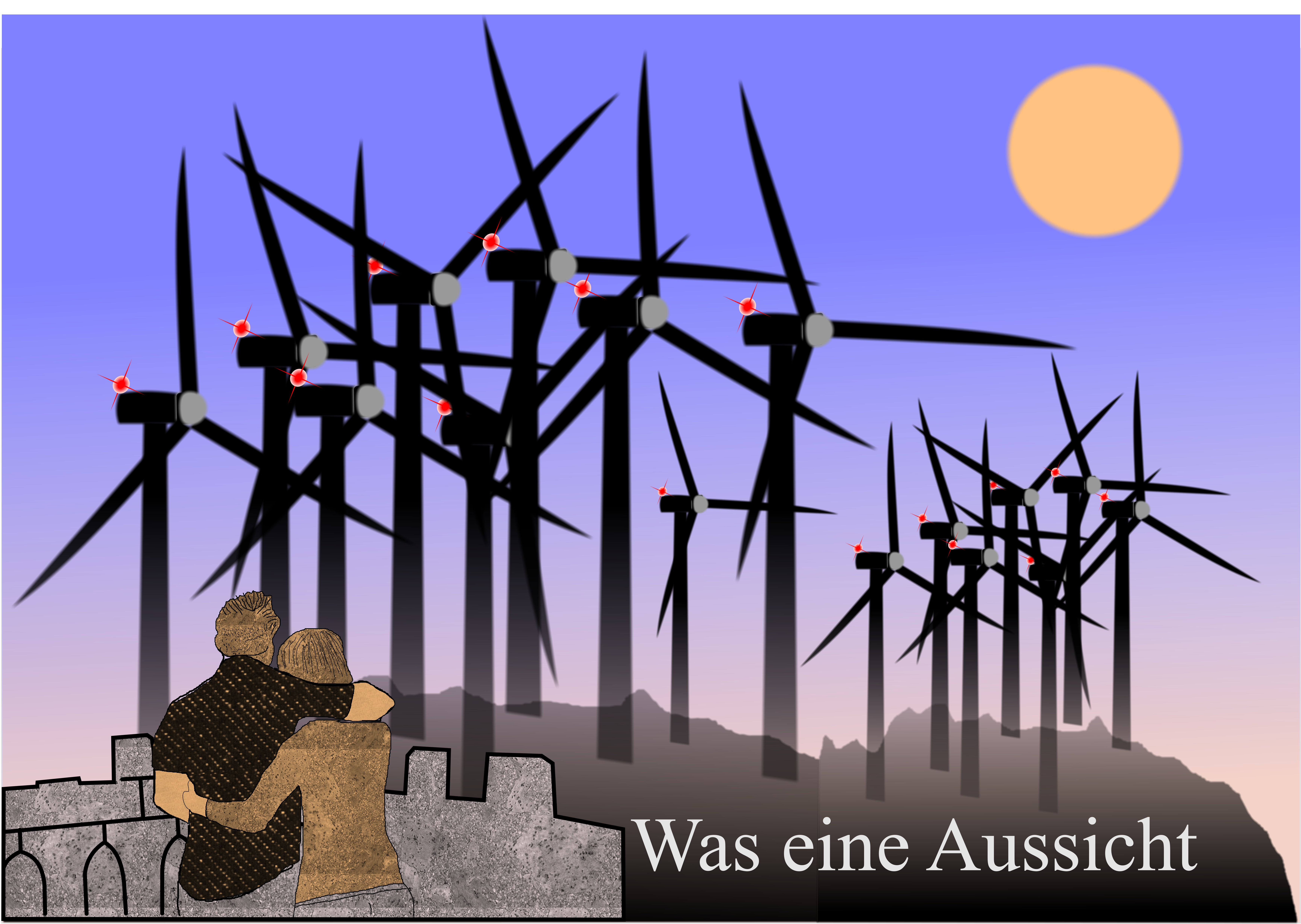
Schöne Aussicht: Protestgrafik der „Initiative Pro Pfälzerwald“ gegen den Bau von Windkraftanlagen im Pfälzerwald

Dennoch lehnten die 10 anerkannten Naturschutzverbände in Rheinland-Pfalz den Entwurf ab. Zum ersten Mal seit Gründung des Landes Rheinland-Pfalz schlossen sie sich zu einem Bündnis zusammen, das in Gesprächen mit der Landesregierung versuchte, eine Veränderung des Entwurfs zum LEP IV zu erreichen. Diese Gespräche wurden im August 2012 von den Naturschutzverbänden abgebrochen. Sie lehnten den Entwurf im nun folgenden Anhörungs- und Beteiligungsverfahrens in einer gemeinsamen Stellungnahme. ab, da ihrer Ansicht nach zentrale Aspekte keine Berücksichtigung fanden.
Bemängelt wurde unter anderem die weitgehende Verlagerung der Planungskompetenzen von der Regionalplanung auf die kommunale Bauleitplanung, sodass eine überregionale Steuerung und Koordination beim Windkraftausbau kaum mehr möglich sei. Ausschlussgebiete für Windkraft seien lediglich Naturschutzgebiete, die Kernzonen der UNESCO-Welterbegebiete Oberes Mittelrheintal und Obergermanisch-Raetischer Limes sowie die Kernzonen des Biosphärenreservates Pfälzerwald und einige Kleinflächen, was etwa 4 Prozent der Gesamtfläche des Pfälzerwaldes ausmache. Gebiete, die für Vögel- und Fledermäuse eine große Bedeutung besäßen, hätten keinen Schutzstatus; dasselbe gelte für NATURA-2000-Gebiete und Kernzonen der Naturparke. Daneben würde die Inanspruchnahme von Waldflächen erhebliche Zerschneidungseffekte durch Rodungen, Wege- und Leitungstrassen zur Folge haben.
In ähnlicher Form argumentierte der Pfälzerwald-Verein in einer Resolution vom 19. März 2012. Da der Pfälzerwald das größte zusammenhängende Waldgebiet Deutschlands sei, würden sich hier besonders hohe Zerschneidungseffekte ergeben; der Pfälzerwald wäre nach den bisherigen Regelungen komplett Ausschlussgebiet für Windkraft gewesen, nach den neuen Plänen der Landesregierung seien dagegen 80 Prozent des Biosphärenreservates geöffnet worden.
In die gleiche Richtung ging auch die Stellungnahme des Trägervereins Naturpark Pfälzerwald vom 28. März 2012, wobei dieser auf den allgemeinen Schutzzweck der Landesverordnung von 2007 (siehe Abschnitt Landesverordnung 2007) Bezug nimmt. Außerdem müsste die Errichtung von Windkraftanlagen im grenzüberschreitenden Biosphärenreservat Pfälzerwald-Nordvogesen in Abstimmung mit Frankreich durchgeführt werden.
Auch regionale Gebietskörperschaften wie die „Planungsgemeinschaft Westpfalz“ sprachen sich gegen den neuen Entwurf aus. Auf die Gefahr möglicher Negativfolgen für den Tourismus verwiesen unter anderem der Tourismus und Heilbäderverband Rheinland-Pfalz e. V. (THV). und der DEHOGA Landesverband Rheinland-Pfalz.

### Zweiter Entwurf und Endfassung
Nachdem zu diesem Entwurf über 1000 Stellungnahmen mit Kritik von Gebietskörperschaften, Kommunen und Verbänden eingegangen waren, wurde im Sommer des Jahres 2012 von Seiten des Energieministeriums ein zweiter Entwurf zur Teilfortschreibung des LEP IV erstellt, der am 25. September 2012 erneut in das nun verkürzte Anhörungs- und Beteiligungsverfahren ging. Laut Aussagen der Landesregierung gab es zum ersten Entwurf „viele gute Hinweise und Anregungen“, die in den neuen Text eingearbeitet worden seien. Den Naturschutzverbänden sei weit entgegengekommen worden. So wären im Pfälzerwald nun auch die Pflegezonen und ein 6 Kilometer breiter Korridor am Haardtrand Ausschlussgebiete für Windkraftanlagen; ferner hätten Vogelschutzwarte und Landesumweltamt ein Gutachten erarbeitet, mit dessen Hilfe eine verbesserte Standortplanung möglich wäre. Die schwerpunktmäßige Verlagerung der Planungskompetenzen auf die kommunale Bauleitplanung sei notwendig, da nur dadurch gewährleistet wäre, dass zwei Prozent der Landesfläche für Windkraft zur Verfügung stünden; außerdem sei es demokratischer, wenn auf der Gemeindeebene die jeweiligen Entscheidungen getroffen würden. Direkt vor Ort wüssten die Bewohner eher, welche Planungen sinnvoll seien. Jede Region müsse dazu ihren Beitrag leisten und könne nicht einfach mögliche Belastungen auf andere Gebiete abwälzen. Um einer „Verspargelung“ der Landschaft vorzubeugen, solle durch die Ausweisung von Vorranggebieten und Konzentrationsflächen eine Bündelung der Netzinfrastruktur erreicht werden.
Dieser Bewertung widersprachen die Naturschutzverbände: In Gesprächen mit der Landesregierung habe es in wesentlichen Punkten keine Annäherung gegeben, die Energiepolitik der Landesregierung sei „planlos und mutlos“, der zweite Entwurf zur Teilfortschreibung des LEP IV müsse gleichfalls abgelehnt werden. In mehreren Stellungnahmen bemängelten sie, dass die Verlagerung der Standortentscheidung auf die Ebene der Kommunen nicht zurückgenommen worden wäre; auch weiterhin sei einem „unkoordinierten Wildwuchs“ von Anlagen „Tür und Tor“ geöffnet. Außerdem müssten großflächigere Ausschlussgebiete festgelegt werden. Verschiedene Regelungen im neu fortgeschriebenen LEP IV und im „Windkrafterlass“ wären zu unpräzise, vieles sei Sache von Interpretation und Abwägung, sodass Konflikte zukünftig vorprogrammiert wären.
 Auch ohne Nutzung des Pfälzerwaldes könnten die Vorgaben der Landesregierung erfüllt werden. Der Bau von Windkraftanlagen würde ihn seine Identität kosten. Die Landesregierung argumentiere, dass keine Region also auch nicht der Pfälzerwald gegenüber einer anderen Region bevorzugt werden solle. Demgegenüber sei Naturschutz aber „eine Bewertungsfrage. Er müsse nicht überall gleich sein.“
 Eine vergleichbare Position vertrat auch die Planungsgemeinschaft Westpfalz, die den zweiten Entwurf zur Teilfortschreibung des LEP IV ebenfalls ablehnte.
Diese Problemlage führte in der zweiten Jahreshälfte von 2012 und in den ersten Monaten von 2013 zu heftigen Auseinandersetzungen zwischen Befürwortern und Gegnern der Windkraftpolitik des Landes. Befürworter argumentierten, dass Windkraft eine saubere, erneuerbare Energie sei, die im Rahmen der Energiewende erforderlich wäre und dem Klimaschutz diene. Sie könne dezentral erzeugt werden, mache deshalb große Leitungstrassen unnötig und ermögliche den betreffenden Gemeinden eine zusätzliche finanzielle Wertschöpfung
Kritiker betonten, der Ausbau regenerativer Energien sei auch für sie alternativlos, die Energiewende könne aber nur dann gelingen, wenn wirtschaftliche Aspekte und Belange des Natur- und Landschaftsschutz in einem ausgewogenen Verhältnis zueinander stünden. Gerade der Pfälzerwald im Südosten des Landes befände sich in einer relativ windschwachen Region, so dass sich dort die Errichtung von Windenergieanlagen nicht lohnen würde. Darüber hinaus seien im Bereich des Tourismus ein Rückgang der Gästezahlen und damit verbunden auch finanzielle Verluste zu erwarten.

### Bürgerproteste

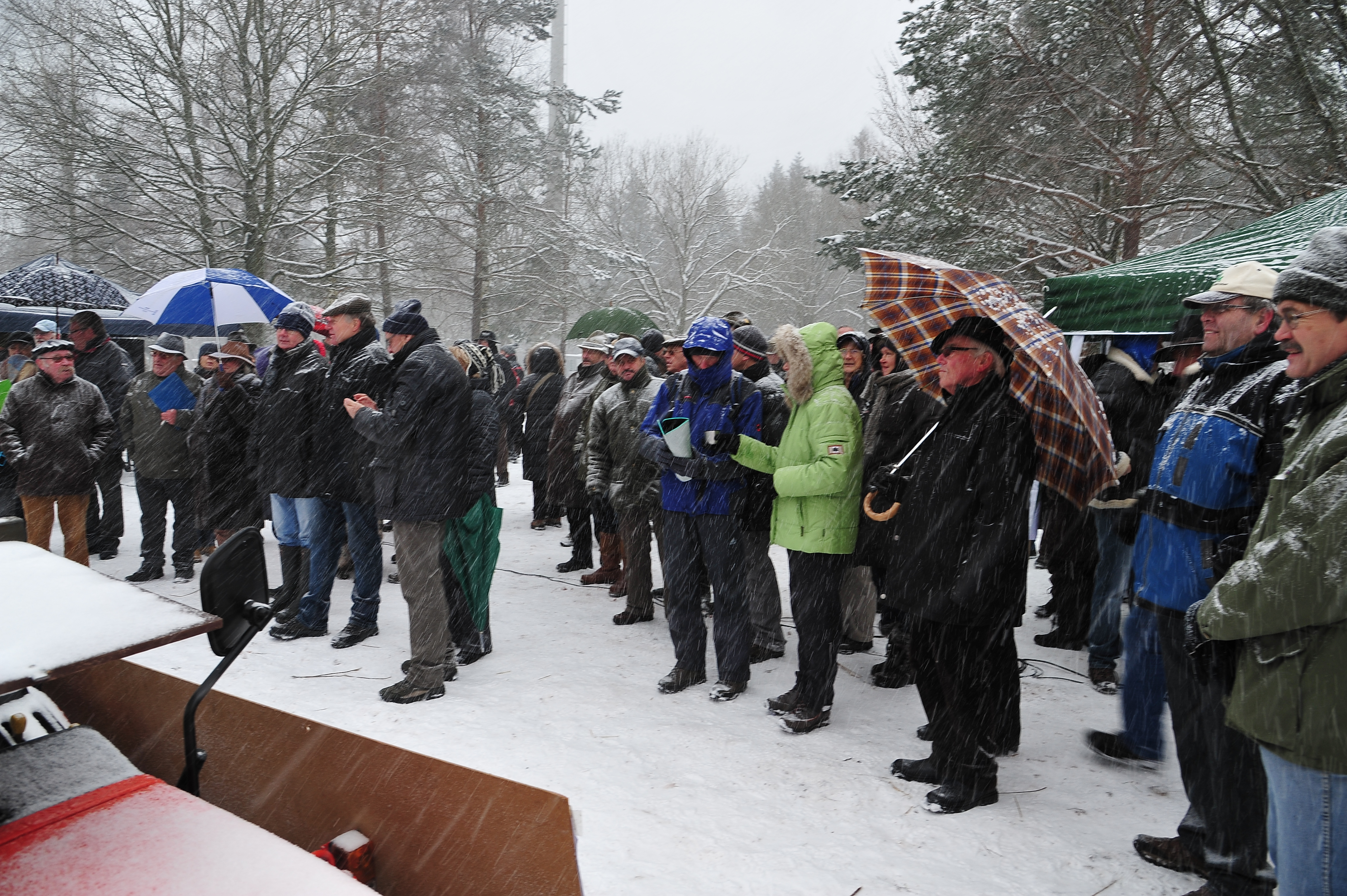
Gegen Windkraft im Biosphärenreservat Pfälzerwald-Vosges du Nord: Demonstration auf dem Hermersbergerhof bei Schneesturm

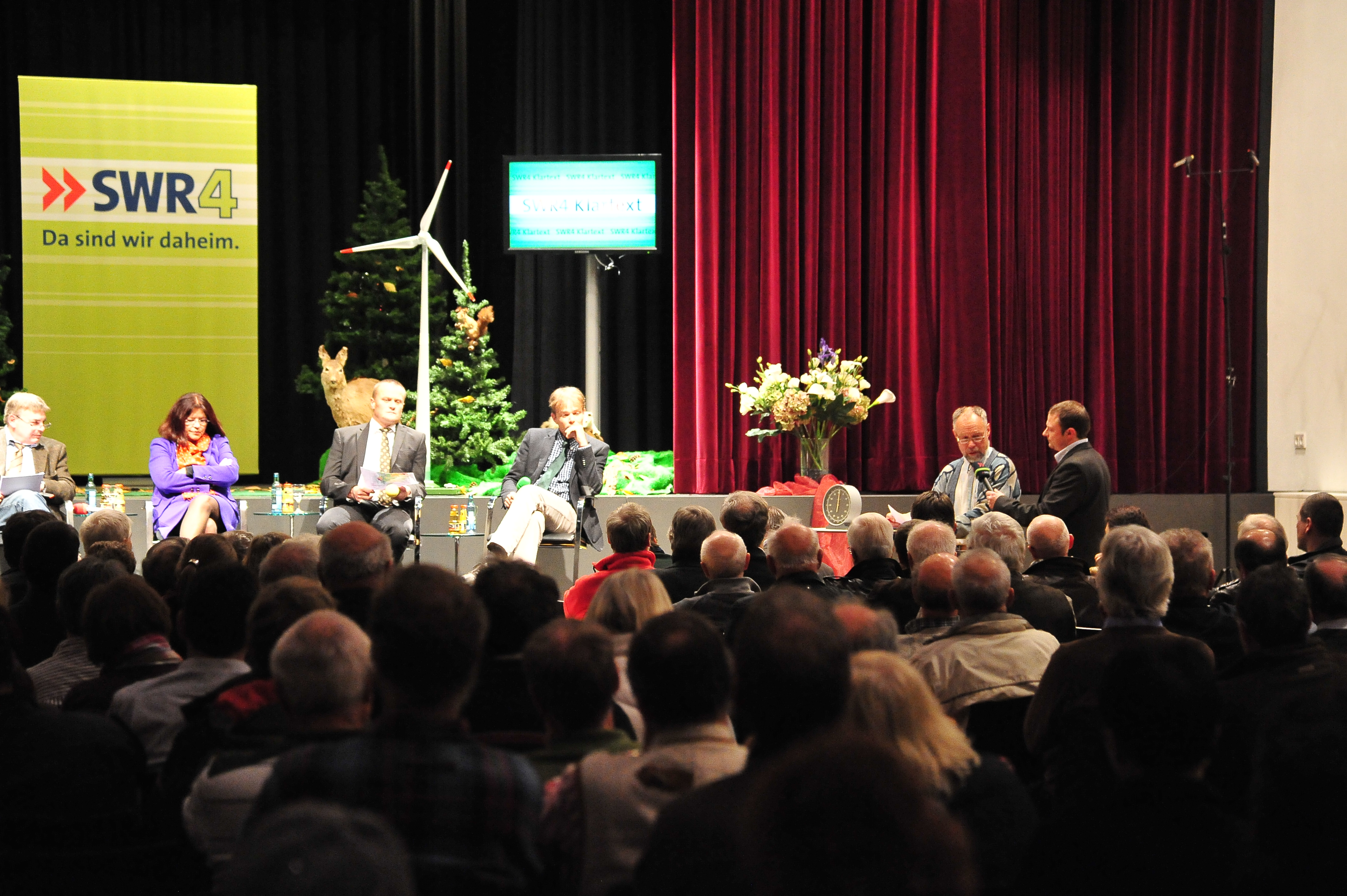
Hier sind wir daheim: Diskussionsveranstaltung von SWR 4 zum Thema Windkraft im Pfälzerwald

In diesem Zusammenhang kam es neben der Kritik von CDU und FDP zu verstärkten Bürgerprotesten, die sich auf die Vulkaneifel, den Soonwald und auf den Pfälzerwald konzentrierten. Unter anderem gründete sich schon im Oktober 2011 die Initiative Pro Pfälzerwald (IPP), die sich für einen Ausbau regenerativer Energien einsetzt, gleichzeitig aber das gesamte Biosphärenreservat Pfälzerwald-Vosges du Nord von Windkraftanlagen freihalten möchte. Ihrer Meinung nach dürfe es einen „technisierten“ Pfälzerwald nicht geben, diese wohl „großartigste und eindrucksvollste Buntsandsteinlandschaft Deutschlands“ müsse in ihrer Einmaligkeit auch zukünftigen Generationen erhalten bleiben.
In Form verschiedener Protestaktionen versucht die Initiative, die Öffentlichkeit von ihrer Position zu überzeugen. Andernfalls sieht sie eine Zerstörung des Pfälzerwaldes in seiner bisherigen Form. Der Protest gegen Windkraftanlagen gipfelte schließlich in mehreren Demonstrationen, die von der IPP gemeinsam mit anderen Vereinen und den Naturschutzverbänden wie Luitpoldturmverein und dem Pfälzerwald-Verein während des Winterhalbjahrs 2012/13 im Pfälzerwald durchgeführt wurden. Eine überregionale Vernetzung verschiedener Protestgruppen erfolgte am 9. März 2013 in Simmern/Hunsrück, wo sich 14 Bürgerinitiativen mit über 6000 Mitgliedern zum Bündnis Energiewende für Mensch und Natur in Rheinland-Pfalz zusammenschlossen. Eine endgültige Konstituierung des Bündnisses, das mittlerweile 35 Bürgerinitiativen aus Rheinland-Pfalz und dem Saarland umfasst, wurde am 14. September erneut in Simmern vollzogen.
Während der zweiten Anhörungsphase von Oktober bis Dezember 2012 bemühte sich die IPP, durch mehrere Unterschriftenaktionen eine Änderung des Gesetzesentwurfs zu erreichen. Insgesamt gingen laut Landesregierung nach Ende der zweiten Anhörung 3600 Stellungnahmen ein – 3000 von Privatpersonen, der Rest von Gebietskörperschaften, Institutionen und Verbänden –, die anschließend ausgewertet wurden. In diesem Zusammenhang bemängelten Kritiker, dass wichtige Forderungen der Naturschutzverbände und Bürgerinitiativen in der Endfassung der Teilfortschreibung des LEP IV nicht berücksichtigt worden wären.